# Список глав государств в 1070 году
Список глав государств в 1069 году — 1070 год — Список глав государств в 1071 году — Список глав государств по годам

## Азия
- Аббасидский халифат — Аль-Каим Биамриллах, халиф (1031 — 1075)
- Армения —
  - Сюникское царство — Григор I Ашотян, царь (1051 — 1072)
  - Ташир-Дзорагетское царство — Кюрике (Гурген) II, царь (1048 — 1089)
- Восточно-Караханидское ханство — Махмуд, хан (1059 — 1074)
- Газневидское государство — Ибрахим, султан (1059 — 1099)
- Грузинское царство — Баграт IV, царь (1027 — 1072)
- Гуриды — Мухаммад ибн Аббас, малик (1060 — 1080)
- Дайковьет — Ли Тхань Тонг, император[англ.] (1054 — 1072)
- Дали — Дуань Силянь, король (1044 — 1075)
- Западно-Караханидское ханство — Шамс аль мульк, хан (1068 — 1080)
- Западное Ся — Хуэйзун (Ли Бинчан), император (1067 — 1086)
- Индия —
  - Венги (Восточные Чалукья) — 
    - Виджаядитья VI, махараджа (1031 — 1035, 1061 — 1075)
    - Раджендра Кулоттунга I, махараджа (1061 — 1076)

  - Западные Чалукья[англ.] — Бхуванакамалла Сомешвара II, махараджа (1068 — 1077)
  - Калачури[нем.] — Лакшмикарна, раджа[нем.] (1041 — 1072)
  - Качари[англ.] — 
    - Прабхакар, царь[англ.] (ок. 1040 — ок. 1070)
    - Корпоордхвай, царь[англ.] (ок. 1070 — ок. 1100)

  - Кашмир (Лохара) — Калаша, царь[англ.] (1063 — 1089)
  - Одиша (Орисса) — Янмежайя II, махараджа[англ.] (1065 — 1080)
  - Пала — 
    - Виграхапала III, царь (1055 — 1070)
    - Махипала II, царь (1070 — 1075)

  - Парамара[англ.] — Удаядитья, махараджа[англ.] (1068/1069 — 1087)
  - Сена — Хеманта Сена, раджа (1070 — 1096)
  - Соланки — Карнадева I, раджа (1063 — 1093)
  - Хойсала — Винаядитья, перманади (1047 — 1098)
  - Чандела — Киртиварман, раджа (1060 — 1100)
  - Чера — Рави Варман III, махараджа (1043 — 1082)
  - Чола — 
    - Вирараджендра, махараджа (1063 — 1070)
    - Адхираджендра, махараджа (1070)
    - Раджендра Кулоттунга I, махараджа (1070 — 1120)

  - Ядавы (Сеунадеша) — Сеуначандра II, махараджа (1060 — 1085)
- Иран —
  -  Баванди — Карин II, испахбад (1057 — 1074)
  -  Раввадиды — Мамлан II, эмир (1054 — 1071)
- Йемен —
  - Наджахиды — Саид бин Наджах, амир (ок. 1060 — 1088)
  -  Сулайхиды — Аль-Мукаррам Ахмад, эмир (ок. 1067 — 1086)
- Китай (Империя Сун) — Шэнь-цзун (Чжао Сюй), император (1067 — 1085)
- Кхмерская империя (Камбуджадеша) — Харшаварман III, император (1066 — 1080)
- Кахетия — Агсартан I, царь[англ.] (1058 — 1084)
- Корея (Корё)  — Мунджон, ван (1046 — 1083)
- Лемро — Мин Лад, царь[англ.] (1066 — 1072)
- Ляо — Дао-цзун, император (1055 — 1101)
- Марваниды — Низам ал-Даула Наср, эмир (1061 — 1079)
- Паган — Аноратха, царь[англ.] (1044 — 1078)
- Полоннарува — Вийябаху I, царь (1056 — 1110)
- Сельджукская империя — Алп-Арслан, великий султан (1063 — 1072)
  - Керманский султанат — Кавурд-бек, султан (1048 — 1073)
- Сунда — Ланглангбхуми, махараджа (1064 — 1154)
- Тбилисский эмират — Фалдун, эмир (1068 — 1080)
- Тямпа — Хариварман IV, царь (1070 — 1081)
- Шеддадиды (Гянджинский эмират) — Фадл II ибн Шавур, эмир (1067 — 1073)
- Ширван — Фарибурз I ибн Саллар, ширваншах (1063 — 1096)
- Япония — Го-Сандзё, император (1068 — 1073)

## Африка
- Альморавиды — 
  - Абу Бакр, имам (ок. 1059 — 1087)
  - Юсуф ибн Ташфин, имам (1061 — 1086)
- Гана — Менин, царь (1062 — 1076)
- Гао — 
  - Кайна Тья-Ньомбо, дья (ок. 1040 — ок. 1070)
  - Тиб, дья (ок. 1070 — ок. 1080)
- Зириды — Тамим Абу Йахья ибн аль-Муизз, эмир (1062 — 1108)
- Канем — Арки, маи (1035 — 1077)
- Килва — Али ибн Давуд I, султан (ок. 1023 — ок. 1083)
- Макурия — Георгий III, царь (ок. 1030 — ок. 1080)
- Нри[англ.] — Ификуаним, эзе[англ.] (ок. 1043 — ок. 1089)
- Фатимидский халифат — Маад аль-Мустансир Биллах, халиф (1036 — 1094)
- Хаммадиды — Насир ибн Альнас, султан (1062 — 1088)
- Эфиопия — Йемрехана Крест, император (1039 — 1079)

## Европа
- Англия — Вильгельм I Завоеватель, король (1066 — 1087)
- Венгрия — Шаламон, король (1063 — 1074)
- Венецианская республика — Доменико I Контарини, дож (1043 — 1071)
- Византийская империя — Роман IV Диоген, император (1067 — 1071)
- Дания — Свен II Эстридсен, король (1047 — 1074)
- Дербентский эмират — Адулмалик III ибн Лашкари, эмир (1065 — 1075)
- Ирландия — Диармайт мак Маэл-на-м-Бо, верховный король (1064 — 1072)
  - Айлех — Аэд мак Нейлл, король (1068 — 1083)
  - Дублин — 
    - Мурхад мак Диармата, король (1052 — 1070)
    - Домнал мак Мурхад, король (1070 — 1072, 1075)

  - Коннахт — Аэд V, король (1067 — 1087)
  - Лейнстер — Диармайт мак Маэл-на-м-Бо, король (1042 — 1072)
  - Миде — Конхобар Уа Маэл Сехлайнн, король (1030 — 1073)
  - Мунстер — Тойрделбах Уа Бриайн, король (1064 — 1086)
  - Ольстер — Ку Улад Уа Флайхри, король (1065 — 1071)
- Испания —
  - Альбаррасин (тайфа) — Абу Марван Абд аль-Малик ибн Расин, эмир (1045 — 1103)
  - Альмерия (тайфа) — Альмотасин, эмир (1052 — 1091)
  - Ампурьяс — Понс I, граф (1040 — ок. 1078)
  - Арагон — Санчо I, король (1063 — 1093)
  - Бадахос (тайфа) — Яхъя ибн Мухаммад аль-Мансур, эмир (1067 — 1073/1079)
  - Барселона — Рамон Беренгер I Старый, граф (1035 — 1076)
  - Бесалу — Бернардо II, граф (1066 — 1085)
  - Галисия — Гарсия I, король (1065 — 1071, 1072 — 1073)
  - Гранада (тайфа) — Бадис бен Хаббус, эмир (1038 — 1073)
  - Дения (тайфа) — Али Икбал ад-Давла, эмир (1045 — 1076)
  - Кастилия — Санчо II, король (1065 — 1072)
  - Конфлан и Серданья — Гильом I Рамон, граф (1068 — 1095)
  - Кордова (тайфа) — 
    - Абд ал-Малик, эмир (1064 — 1070)
    - в 1070 году завоевана тайфой Севилья

  - Леон — Альфонсо VI Храбрый, король (1065 — 1072)
  - Наварра — Санчо IV, король (1054 — 1076)
  - Пальярс Верхний — Артау (Артальдо) I, граф (ок. 1049 — 1081)
  - Пальярс Нижний — Рамон IV (V), граф (ок. 1047 — ок. 1098)
  - Сарагоса (тайфа) — Ахмад I ал-Муктадир, эмир (1046 — 1081)
  - Севилья (тайфа) — Аль-Мутамид ибн Аббад, эмир (1069 — 1091)
  - Толедо (тайфа) — Яхъя I аль Мамун, эмир (ок. 1043 — 1075)
  - Урхель — Эрменгол IV, граф (1065 — 1092)
- Италия —
  - Аверса — Ричард I, граф (1049 — 1078)
  - Амальфи — Сергий III, герцог[англ.] (1069 — 1073)
  - Апулия и Калабрия — Роберт Гвискар, герцог (1059 — 1085)
  - Беневенто — 
    - Ландульф VI, князь (1059 — 1077)
    - Пандульф IV, князь (1059 — 1074)

  - Гаэта — Готфрид Ридель, герцог[англ.] (1067 — 1084)
  - Капуя — Ричард I, князь (1058 — 1078)
  - Неаполь — Сергий V, герцог (1042 — 1082)
  - Салерно — Гизульф II, князь (1052 — 1077)
- Киевская Русь (Древнерусское государство) — Изяслав Ярославич, великий князь Киевский (1054 — 1068, 1069 — 1073, 1077 — 1078)
  -  Новгородское княжество — Глеб Святославич, князь (1067, 1069 — 1073, 1077 — 1078)
  -  Переяславское княжество — Всеволод Ярославич, князь (1054 — 1073)
  -  Полоцкое княжество —  Святополк Изяславич, князь (1069 — 1071)
  -  Тмутараканское княжество — Роман Святославич, князь (1069 — 1079)
  -  Черниговское княжество — Святослав Ярославич, князь (1054 — 1073)
- Норвегия — Олав III Тихий, король (1067 — 1093)
- Папская область —  
  - Александр II, папа римский (1061 — 1073)
  - Гонорий II, антипапа (1061 — 1072)
- Польша — Болеслав II Смелый, князь (1058 — 1076)
- Померания — Святобор, князь (ок. 1060 — 1106)
- Португалия — Нуньо II Мендес, граф (1050 — 1071)
- Священная Римская империя — Генрих IV, король Германии (1056 — 1084)
  - Австрийская (Восточная) марка — Эрнст, маркграф (1055 — 1075)
  - Бавария — 
    - Оттон Нортхеймский, герцог (1061 — 1070)
    - Вельф I, герцог (1070 — 1077, 1096 — 1101)

  - Бар — София, графиня (1033 — 1093)
  - Верхняя Лотарингия — 
    - Герхард I, герцог (1048 — 1070)
    - Тьерри II Храбрый, герцог (1070 — 1115)

  - Голландия — Дирк V, граф (1061 — 1091)
  - Каринтия — Бертольд I, герцог (1061 — 1073)
  - Лувен — Генрих II, граф (1062 — 1078)
  - Лужицкая (Саксонская Восточная) марка — Деди I, маркграф (1046 — 1069, 1069 — 1075)
  - Люксембург — Конрад I, граф (1059 — 1086)
  - Мейсенская марка — Экберт II, маркграф (1068 — 1076, 1076 — 1089)
  - Монбельяр — Людовик де Скарпон, граф (1042 — ок. 1073)
  - Монферрат — Оттоне II, маркграф (1044 — 1084)
  - Намюр — Альберт III, граф (ок. 1063 — 1102)
  - Нижняя Лотарингия — Готфрид III Горбатый, герцог (1069 — 1076)
  - Прованс —
    - Бертран II, граф (ок. 1062 — ок. 1093)
    - Бертран I, граф (1063 — 1081)

  - Рейнский Пфальц — Герман II, пфальцграф (1060 — 1085)
  - Савойя — Пьер I, граф (1060 —  1078)
  - Саксония — Ордульф, герцог (1059 — 1072)
  - Северная марка — Лотарь Удо II, маркграф (1057 — 1082)
  - Сполето — Готфрид II Горбатый, герцог (1069 — 1076)
  - Тосканская марка — Готфрид II Горбатый, маркграф (1069 — 1076)
  - Чехия — Вратислав II, князь (1061 — 1086)
    - Брненское княжество — Конрад I, князь (1061 — 1092)
    - Оломоуцкое княжество — Ота I, князь (1061 — 1087)

  - Швабия — Рудольф, герцог (1057 — 1079)
  - Штирия (Карантанская марка) — Адальберо II, маркграф (1064 — 1082)
  - Эно (Геннегау) — 
    - Бодуэн I Монс, граф (1051 — 1070)
    - Арнульф Фландрский, граф (1070 — 1071)
- Сербия —
  - Дукля — Михайло Воиславлевич, жупан (1052 — 1077)
  - Рашка — Петрислав, князь (ок. 1060 — 1083)
- Уэльс —
  - Гвент — Кадуган ап Мейриг, король (1063 — 1074)
  - Гвинед — Бледин ап Кинвин, король (1063 — 1075)
  - Гливисинг —
    - Гургант ап Ител, король (1033 — 1070)
    - Кадуган ап Мейриг, король (1063 — 1074)

  - Дехейбарт — Маредид ап Оуайн ап Эдвин, король (1063 — 1072)
  - Поуис — 
    - Риваллон ап Кинвин, король (1063 — 1070)
    - Бледин ап Кинвин, король (1070 — 1075)
- Франция — Филипп I, король (1060 — 1108)
  - Аквитания — Гильом VIII, герцог (1058 — 1086)
    - Арманьяк — Жеро II, граф (1061 — 1103)
    - Фезансак — Эмери II, граф (ок. 1064 — 1103)

  - Ангулем — Фульк I, граф (1048 — 1087)
  - Анжу — Фульк IV Решен, граф (1068 — 1109)
  - Блуа — Тибо III, граф (1037 — 1089)
  - Бретань — Хоэль II, герцог (1066 — 1084)
    - Нант — Хоэль II, граф (1063 — 1084)
    - Ренн — Жоффруа, граф (1066 — 1084)

  - Булонь — Евстахий II, граф (1047 — 1088)
  - Бургундия (герцогство) — Роберт I, герцог (1032 — 1076)
  - Бургундия (графство) — Гильом I Великий, пфальцграф (1057 — 1087)
  - Вермандуа — Герберт IV, граф (1045 — 1080)
  - Макон — Ги II, граф (1065 — 1078)
  - Мо и Труа — Тибо I (Тибо III де Блуа), граф (1066 — 1089)
  - Мэн — Гуго V, граф (1069 — 1096)
  - Невер — Гильом I, граф (1040 — 1083)
  - Нормандия — Вильгельм I Завоеватель, герцог (1035 — 1087)
  - Овернь — Роберт II, граф (ок. 1064 — ок. 1096)
  - Руссильон — Госфред II, граф (1013 — 1074)
  - Тулуза — Гильом IV, граф (1060 — 1094)
  - Фландрия — 
    - Бодуэн VI Монс, граф (1067 — 1070)
    - Арнульф III, граф (1070 — 1071)

  - Фуа — Пьер Бернар, граф (1064 — 1071)
  - Шалон — Гуго II, граф (1065 — 1079)
- Хорватия — Петар Крешимир IV, король (1058 — 1074)
- Швеция — Хальстен, король (1067 — 1070, 1079 — 1084)
- Шотландия — Малькольм III, король (1058 — 1093)

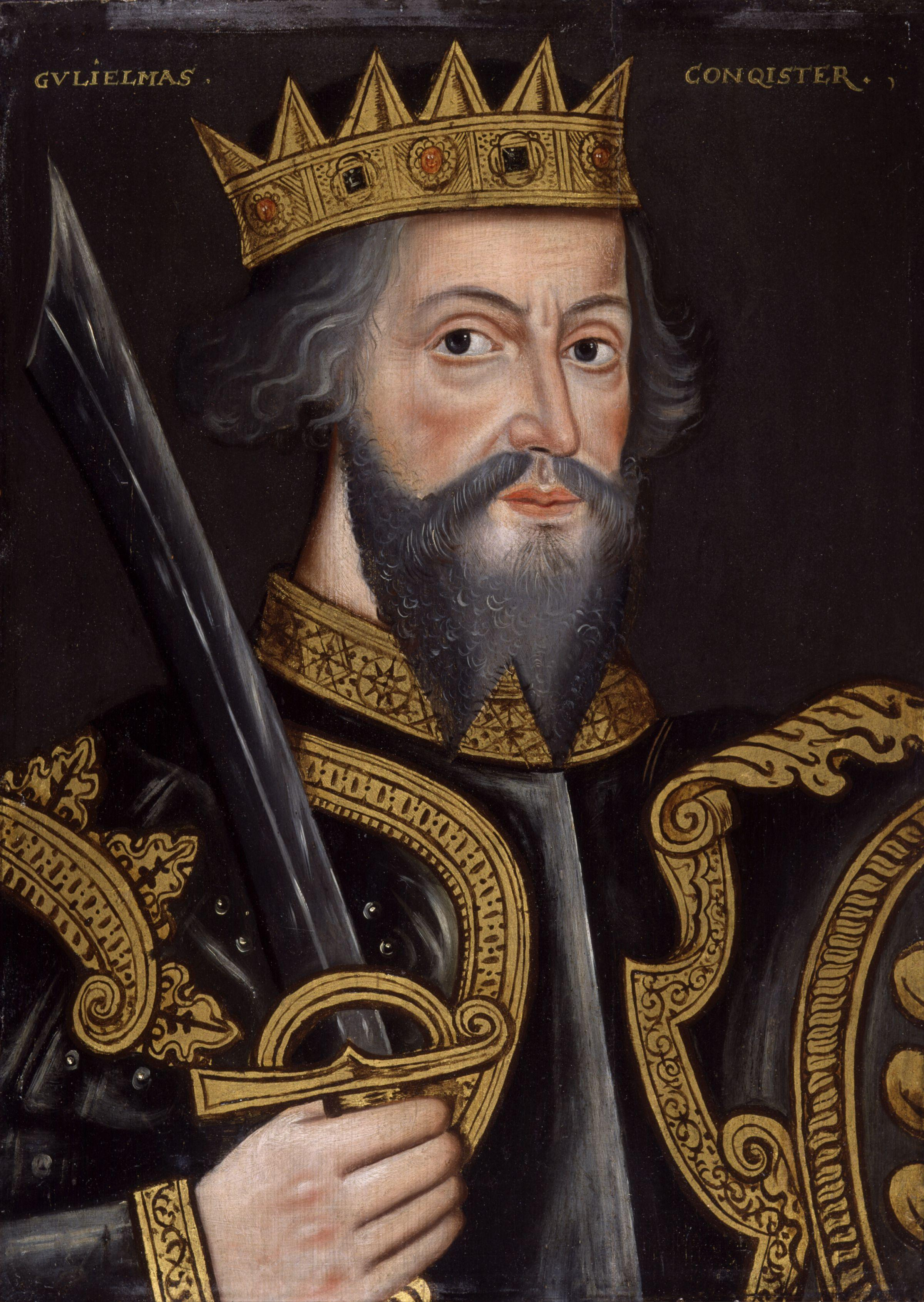
Вильгельм II (Завоеватель) 1066-1087 Король Англии
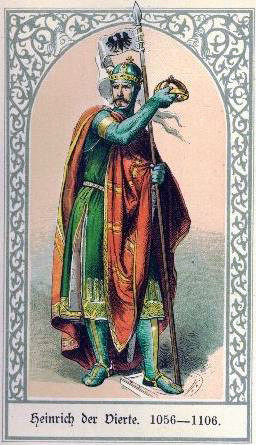
Генрих IV 1056-1084 Король Германии
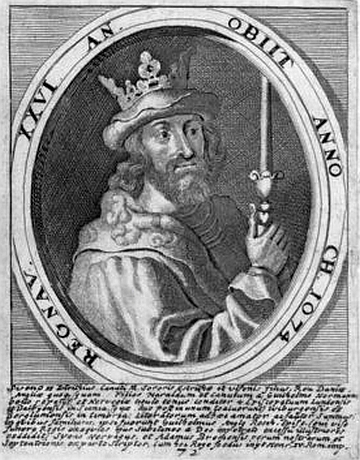
Свен II Эстридсен 1047-1074 Король Дании
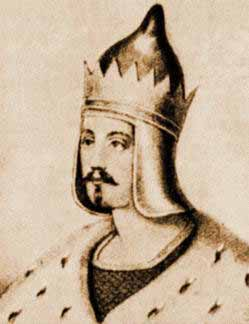
Изяслав Ярославич 1054-1068,1069-1073,1077-1078 Великий князь Киевский
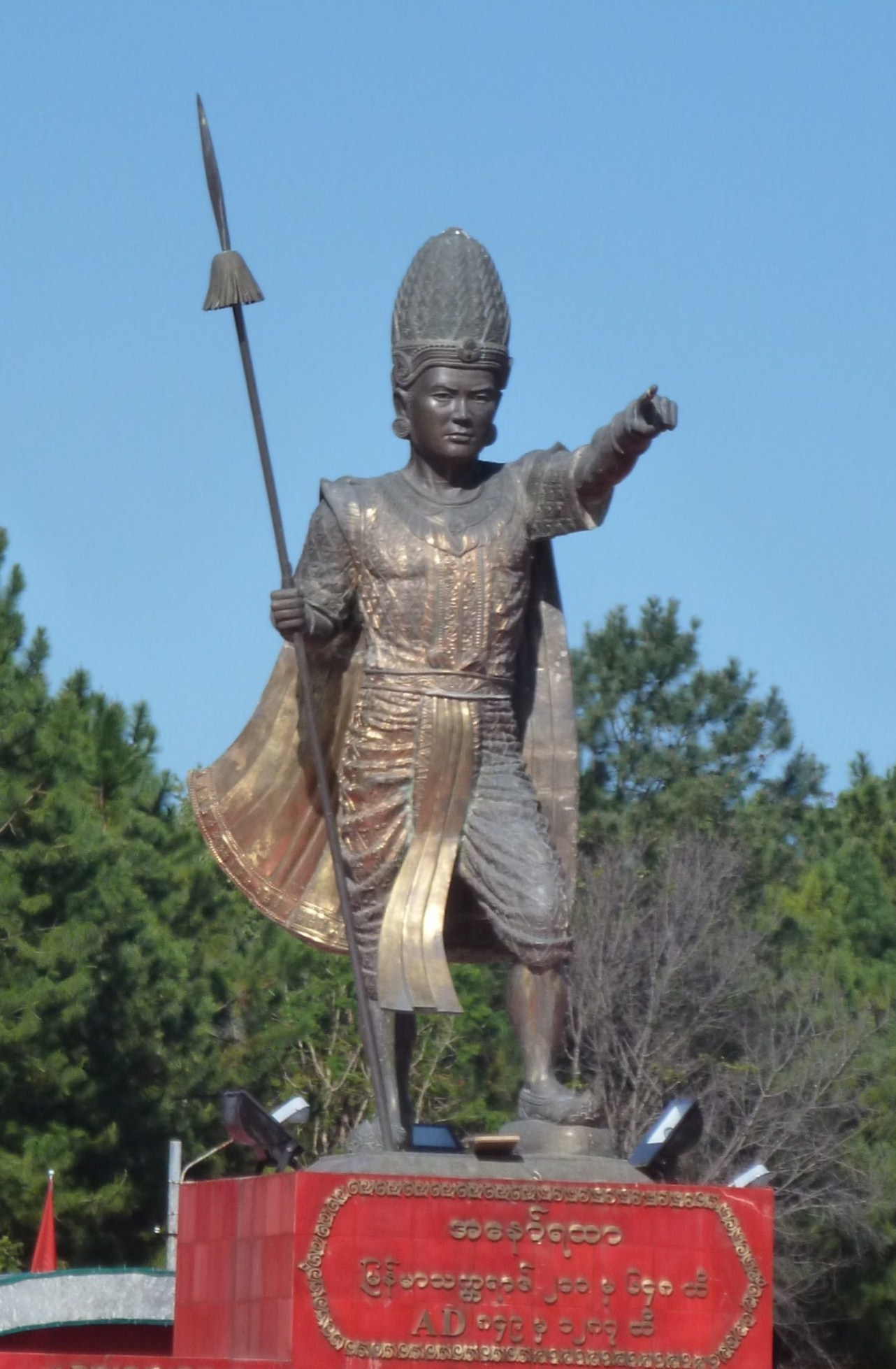
Аноратха 1044-1078 Царь Пагана
Филипп I 1060-1108 Король Франции
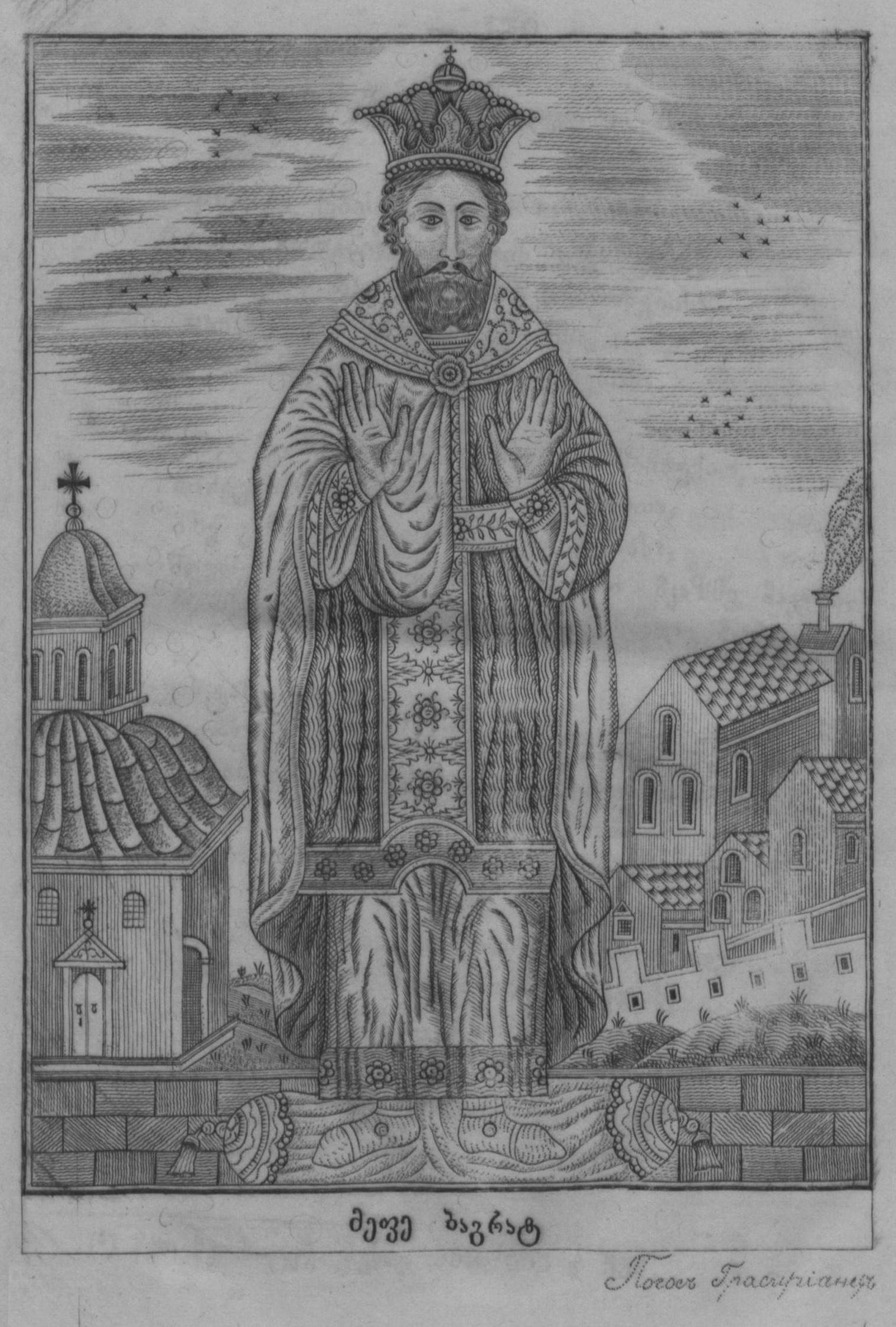
Баграт IV 1027-1072 Царь Грузии
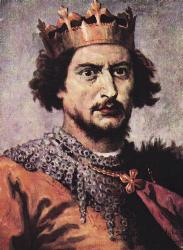
Болеслав II Смелый 1059-1076 Князь Польши
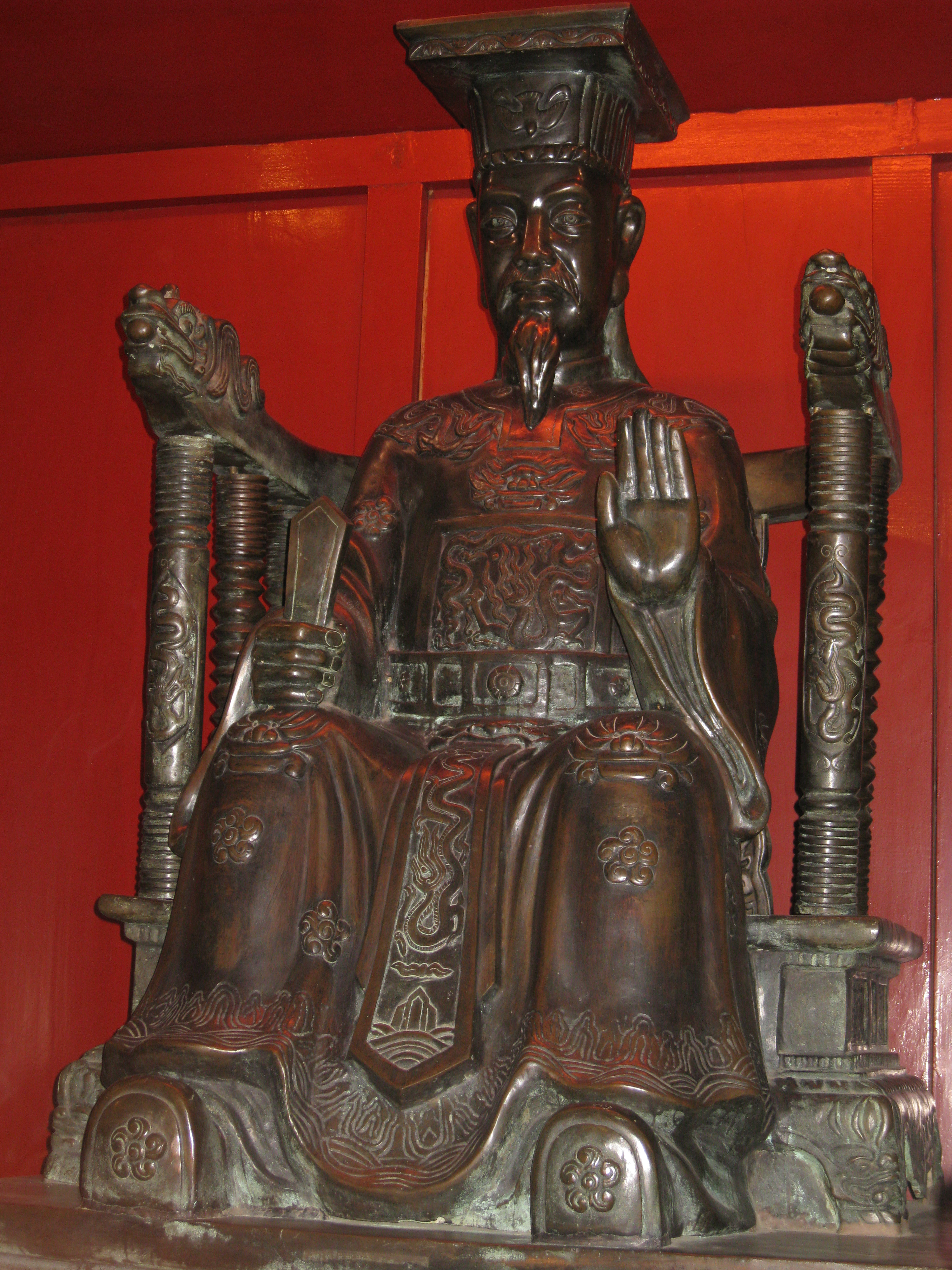
Ли Тхань Тонг 1054-1072 Император Дайковьета
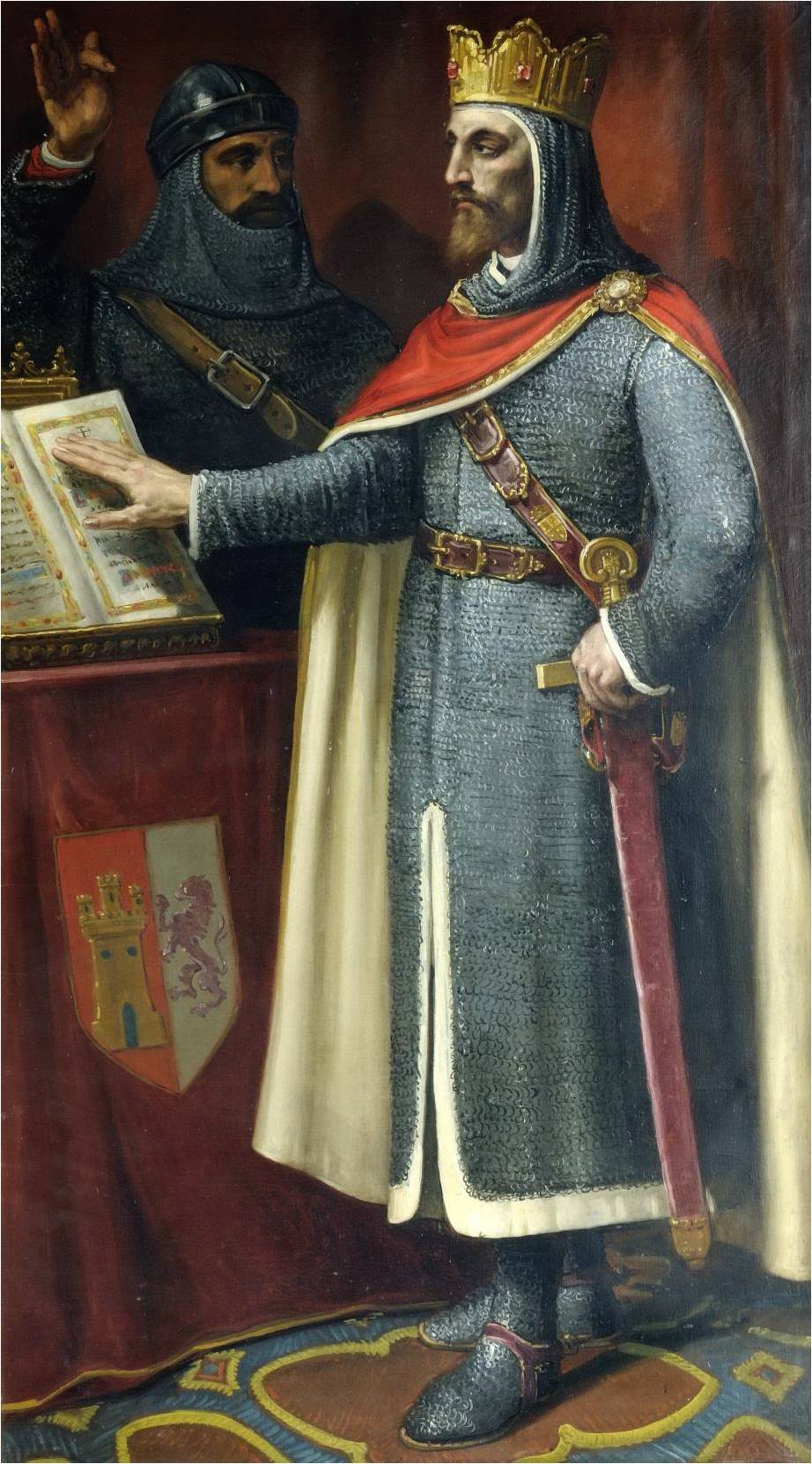
Альфонсо VI 1065-1072 Король Леона
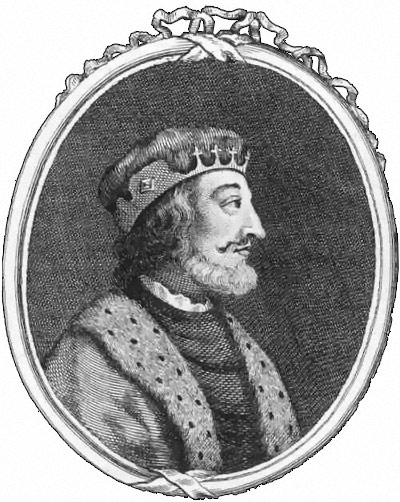
Малкольм III 1058-1093 Король Шотландии
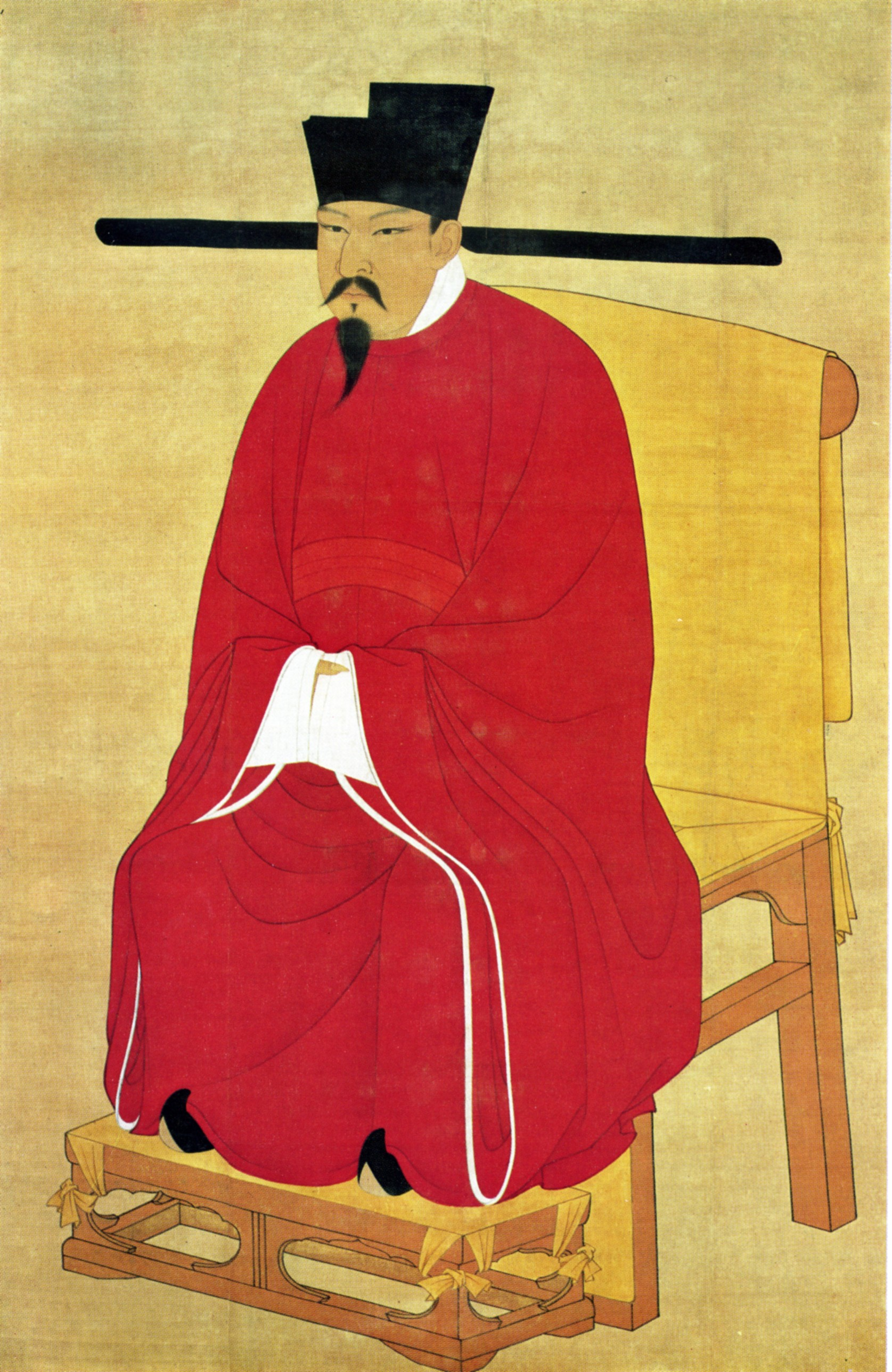
Шэнь-цзун 1067-1085 Император Китая
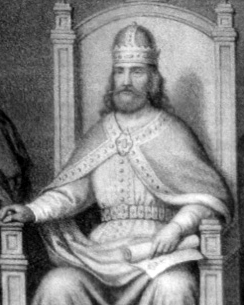
Петар Крешимир IV 1058-1074 Король Хорватии
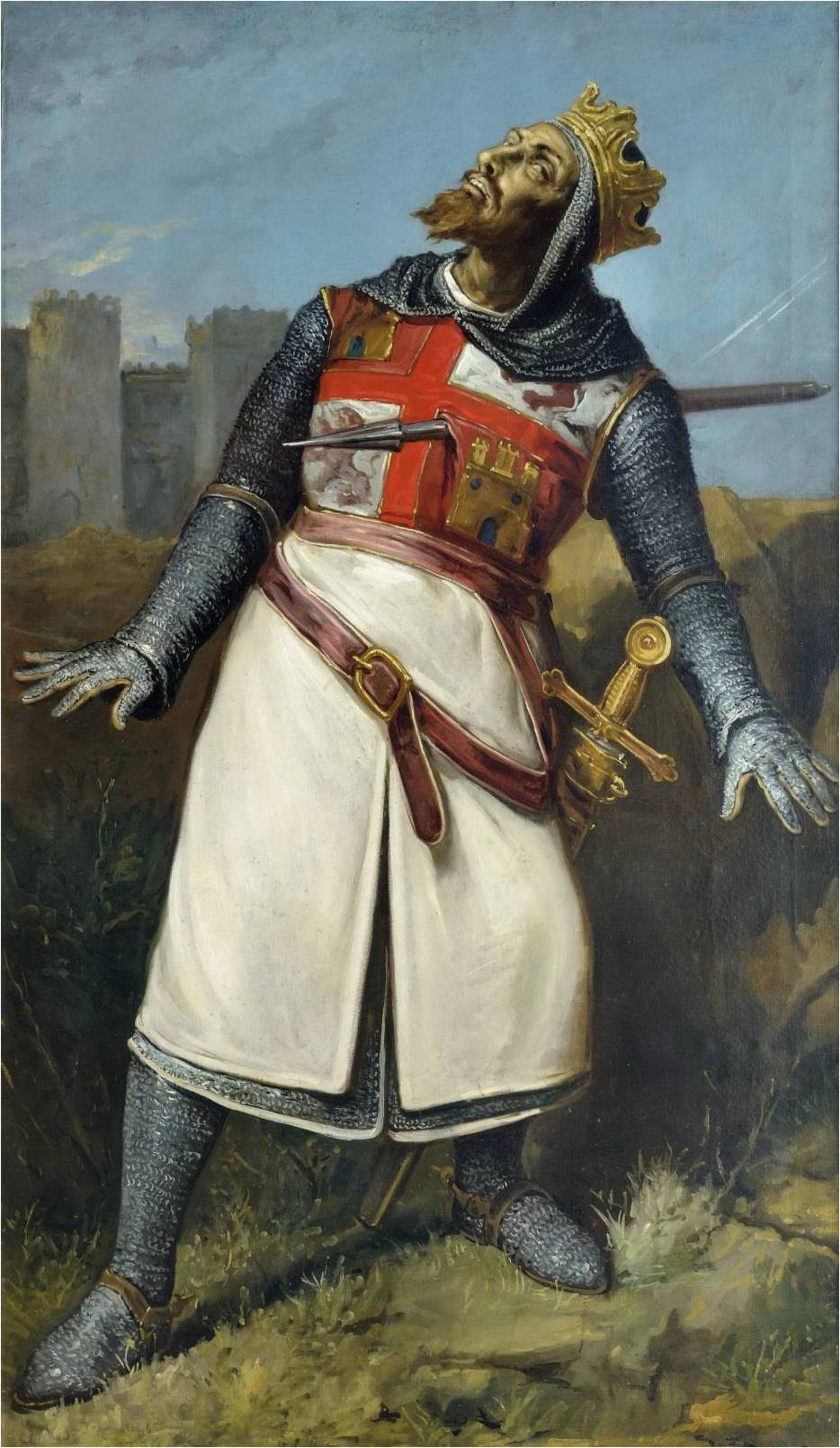
Санчо I 1065-1072 Король Кастилии
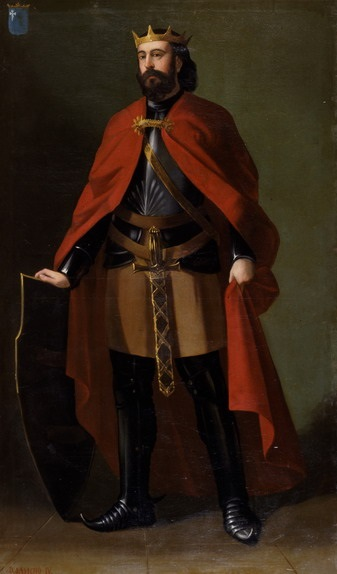
Санчо I 1063-1094 Король Арагона
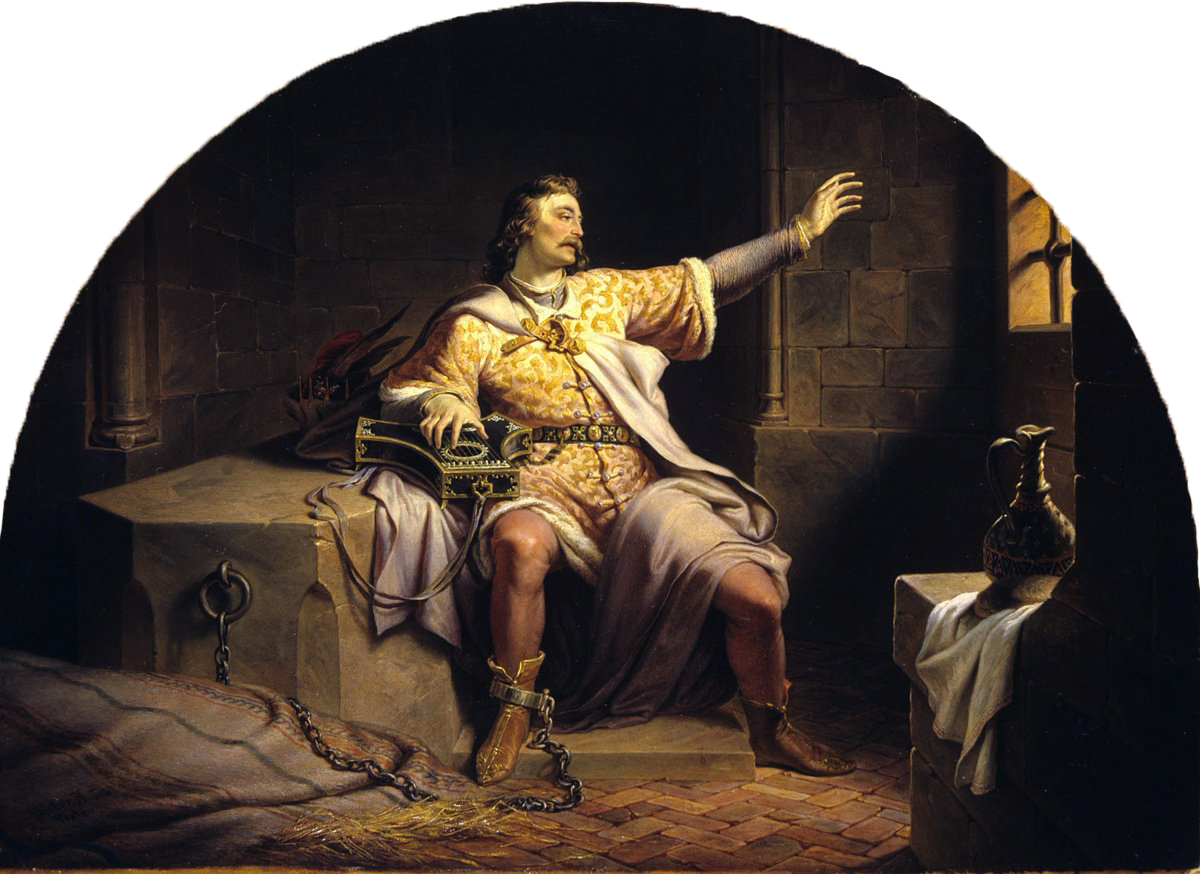
Шаламон 1063-1074 Король Венгрии
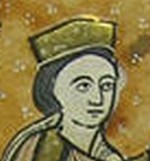
Рамон Беренгер I 1035-1076 Граф Барселоны
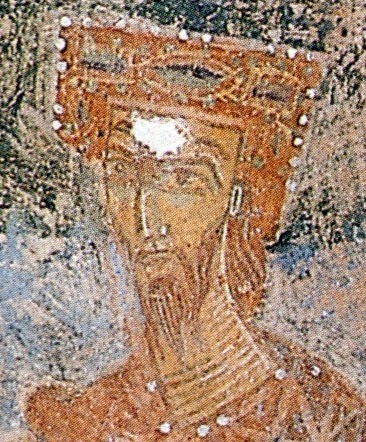
Михайло Воиславлевич 1052-1077 Жупан Дукли
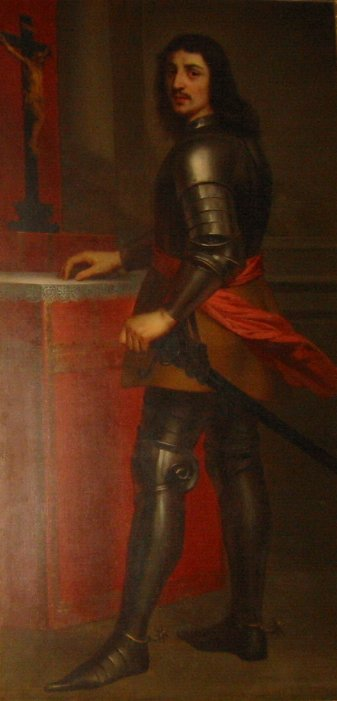
Гильом I Великий 1057-1087 Пфальцграф Бургундский
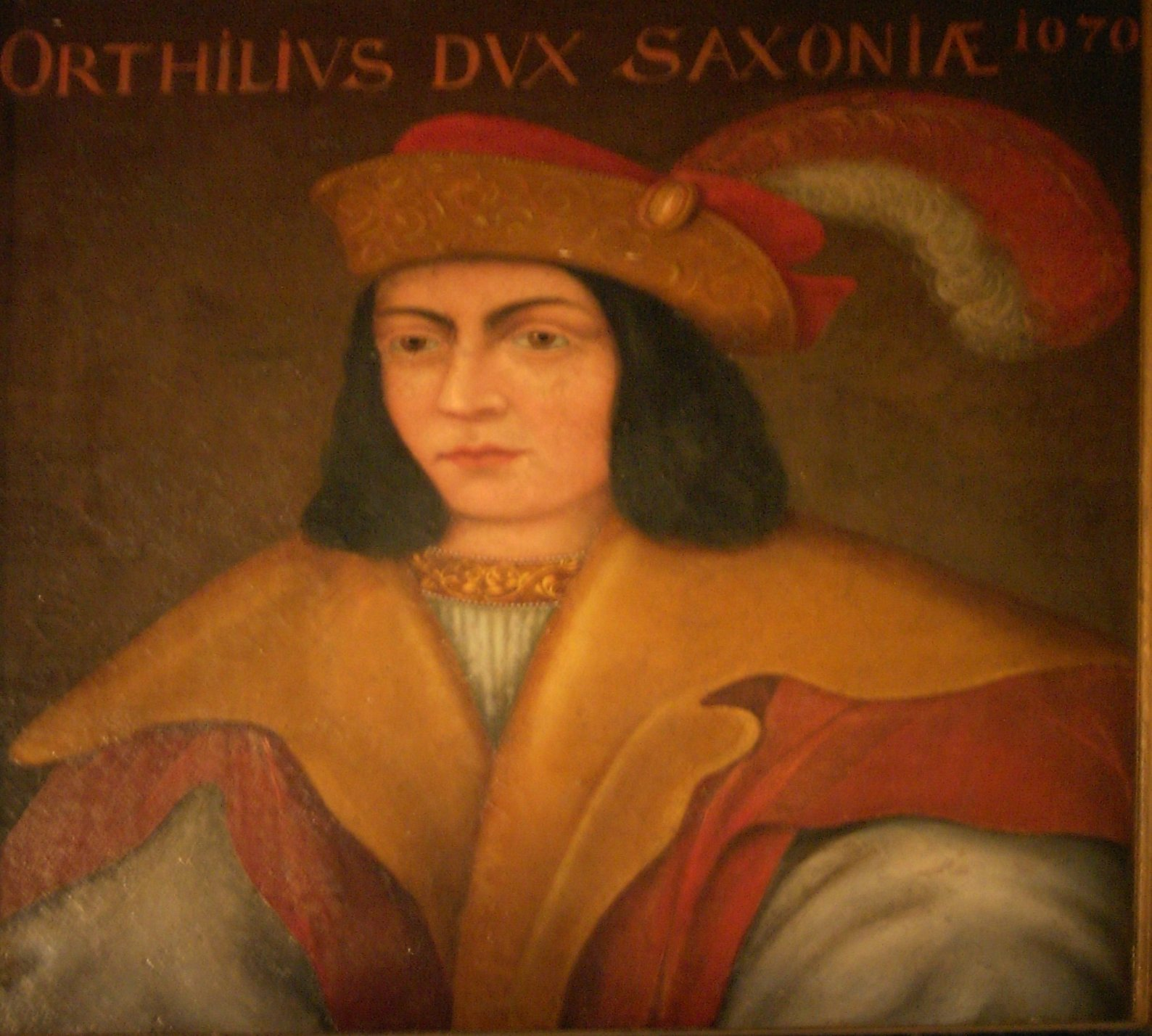
Ордульф 1059-1072 Герцог Саксонский
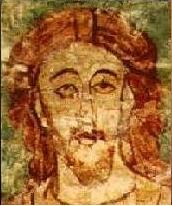
Вратислав II 1061-1086 Князь Чехии
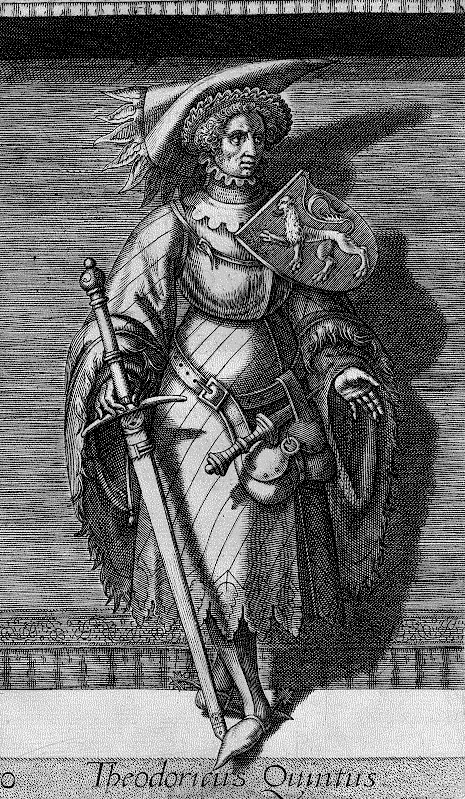
Дирк V 1061-1091 Граф Голландии
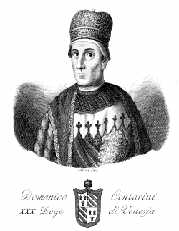
Доменико I Контарини 1043-1071 Дож Венеции
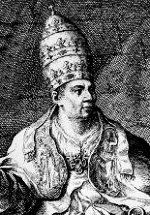
Александр II 1061-1073 Папа римский